# Taubried
Koordinaten: 48° 19′ 22″ N, 10° 19′ 3″ O
Das Naturschutzgebiet Taubried liegt auf dem Gebiet der Gemeinde Ellzee im schwäbischen Landkreis Günzburg südlich des Hauptortes Ellzee. Durch den nördlichen Bereich verläuft die Kreisstraße GZ 1, am östlichen Rand fließt die Günz, östlich verläuft die B 16.

## Bedeutung
Das 56,66 ha große Gebiet mit der Nr. NSG-00623.01 wurde im Jahr 2003 unter Naturschutz gestellt. Es handelt sich um eine Vermoorung des Günztals, von der bewaldeten Günzleite bis an den Günzlauf reichend, die aus der Versumpfung einer Mulde im Talboden hervorgegangen ist.